# ستيفن أمبروز
ستيفن أمبروز (بالإنجليزية: Stephen E. Ambrose)‏ (و. 1936 – 2002 م) مؤرخًا أمريكيًا وكاتب سير حياة الرئيسين الأمريكي دوايت أيزنهاور وريتشارد نيكسون. كان أستاذًا في التاريخ لفترة طويلة في جامعة نيو أورلينز ومؤلفًا للعديد من مجلدات التاريخ الشعبي الأمريكي الأكثر مبيعًا.
اتهمت ادعاءات كثيرة كتاباته بالسرقة الأدبية وعدم الدقة. كتب ويليام إيفرديل في مراجعة لكتاب إلى أمريكا: أفكار شخصية لمؤرخ لصالح صحيفة نيويورك تايمز «لقد استحق الأفضل دون شك من بعض نظرائه الحاسدين»، ونسب إلى المؤرخ وصوله إلى «جمهور علماني مهم من دون أن يؤيد كل تضحية أو تحيز منه لمعايير المعرفة المهنية».

## نشأته
وُلد أمبروز في 10 يناير عام 1936 في لوفينغتون (إلينوي) لروزيفا تريب أمبروز، وستيفن هيدجس أمبروز. كان والده فيزيائيًا عمل في البحرية الأمريكية خلال الحرب العالمية الثانية. ترعرع أمبروز في وايتووتر (ويسكونسن)، حيث أنهى دراسته الثانوية في مدرسة وايتووتر. كان لدى عائلته أيضًا مزرعة في لوفينغتون (إلينوي)، وعقار لقضاء الإجازة في مقاطعة مارينيت (ويسكونسن). ارتاد الكليةً في جامعة ويسكونسن-ماديسون، حيث كان عضوًا في أخوية كاي ساي (بالإنجليزية: Chi Psi)، ولعب في فريق كرة قدم جامعة ويسكونسن لثلاث سنوات.
أراد أمبروز في الأصل التخصص في ما قبل الطب، لكنه غير تخصصه إلى التاريخ بعد سماعه المحاضرة الأولى في صف تاريخ الولايات المتحدة بعنوان «النواب الأمريكيون» وهو في سنته الثانية. كان ويليام بي. هيسلتين يدرّس الصف، والذي ينسب إليه أمبروز الفضل في قولبة كتاباته بشكل أساسي وإشعال اهتمامه بالتاريخ. كان أمبروز أثناء وجوده في ويسكونسن عضوًا في البحرية وفي فيلق تدريب ضباط الاحتياط في الجيش.

## حياته المهنية

### المناصب الأكاديمية
كان أمبروز أستاذًا في التاريخ منذ عام 1960 وحتى تقاعده في عام 1995. شغل منذ عام 1971 فصاعدًا في كلية جامعة نيو أورلينز منصب أستاذ في التاريخ بدرجة بويد في عام 1989، وهو تكريم يُمنح فقط لأعضاء الهيئة التدريسية الذين يحصلون على «درجة امتياز وطني أو دولي في التدريس البارز، والبحث، أو الإنجازات الإبداعية الأخرى». كان خلال العام الدراسي 1969-1970 أستاذ التاريخ البحري في الكلية الحربية البحرية بدرجة إرنست كينغ. شارك أمبروز أثناء تدريسه في جامعة ولاية كنساس بصفة أستاذ للحرب والسلام بدرجة دوايت أيزنهاور خلال العام الدراسي 1970-1971 في مقاطعة ريتشارد نيكسون أثناء خطاب ألقاه الرئيس في الحرم الجامعي لجامعة ولاية كنساس. وبسبب الضغوط الموضوعة عليه من قِبل إدارة جامعة ولاية كنساس، وحصوله على عروض عمل في مكان آخر، عرض أمبروز المغادرة عند انتهاء العام، وبالفعل قُبل عرضه. كانت معارضته لحرب فيتنام على النقيض مع بحثه الذي تناول «الرؤساء والجيش في الوقت الذي كان زملاؤه ينظرون إلى مثل هذه المواضيع بشكل متزايد على أنها قديمة الطراز ومحافظة». علَّم أمبروز أيضًا في جامعة ولاية لويزيانا ( مساعد في التاريخ، 1960-1964)، وفي جامعة جونز هوبكينز ( مساعد في التاريخ، 1964-1969). شغل مناصب أستاذ زائر في جامعة روتجرز، وجامعة كاليفورنيا (بيركلي)، وفي عدد من الجامعات الأوروبية، بما في ذلك كلية دبلن الجامعية، حيث درّس بمثابة  للتاريخ الأمريكي بدرجة ماري بول واشنطن.
أسس مركز أيزنهاور في جامعة نيو أورلينز في عام 1989، وشغل منصب المدير حتى العام 1994. «إنّ مهمة مركز أيزنهاور هي دراسة أسباب، وسلوك، وعواقب سياسة الأمن القومي الأمريكي، واستخدام القوة بمثابة أداة للسياسة في القرن العشرين». تضمنت الجهود الأولية للمركز التي بادر بها أمبروز جمع التواريخ الشفهية من محاربي الحرب العالمية الثانية حول تجاربهم، وبشكل خاص أي مشاركة في يوم إنزال النورماندي (اليوم-دي). بحلول وقت نشر كتاب أمبروز في عام 1994 بعنوان:  اليوم-دي، 6 يونيو، 1944: معركة المناخ في الحرب العالمية الثانية، كان قد جمع المركز أكثر من 1200 تاريخ شفهي. تبرع أمبروز بمبلغ 150000 دولار للمركز في عام 1998 لتعزيز الجهود الإضافية في جمع التواريخ الشفهية من محاربي الحرب العالمية الثانية.  

## التعليم
تعلم في جامعة ويسكونسن-ماديسون.

## مناصب وهيئات
أدار جامعة جونز هوبكينز.

## روابط خارجية
- ستيفن أمبروز على موقع IMDb (الإنجليزية)
- ستيفن أمبروز على موقع ألو سيني (الفرنسية)
- ستيفن أمبروز على موقع ميوزك برينز (الإنجليزية)
- ستيفن أمبروز على موقع أول موفي (الإنجليزية)
- ستيفن أمبروز على موقع إن إن دي بي (الإنجليزية)
- ستيفن أمبروز على موقع ديسكوغز (الإنجليزية)
- ستيفن أمبروز على موقع قاعدة بيانات الفيلم (الإنجليزية)
- ستيفن أمبروز على موقع كينوبويسك (الروسية)